# Treść (estetyka)
Treść – w refleksji estetycznej pojęcie przeciwstawne do pojęcia formy, rozumiane najczęściej jako ogólny sens dzieła, jego wymowa ideologiczna lub zespół procesów i zdarzeń przedstawionych w dziele. Pojęcie treści można rozumieć dwojako – jako czynnik pierwotny, uzyskujący w dziele ostateczny kształt poprzez nadanie mu formy – mówi się wtedy o idei jedności treści i formy, lub też rozumieć całość dzieła jako strukturę znaczącą. Często odróżnia się sztuki semantyczne w których dominuje treść (np. literatura) i sztuki niesemantyczne w których dominuje forma (np. muzyka, taniec).